# Arrondissement Bernay
Bernay is een arrondissement van het Franse departement Eure in de regio Normandië. De onderprefectuur is Bernay.

## Kantons
Het arrondissement is samengesteld uit de volgende kantons:
- kanton Amfreville-la-Campagne
- kanton Beaumesnil
- kanton Beaumont-le-Roger
- kanton Bernay-Est
- kanton Bernay-Ouest
- kanton Beuzeville
- kanton Bourgtheroulde-Infreville
- kanton Brionne
- kanton Broglie
- kanton Cormeilles
- kanton Montfort-sur-Risle
- kanton Pont-Audemer
- kanton Quillebeuf-sur-Seine
- kanton Routot
- kanton Saint-Georges-du-Vièvre
- kanton Thiberville

Na de herindeling bij decreet van 25 februari 2014, met uitwerking op 22 maart 2015 is de samenstelling als volgt:
- kanton Bernay
- kanton Beuzeville
- kanton Bourg-Achard
- kanton Bourgtheroulde-Infreville
- kanton Breteuil ( deel 20/42 )
- kanton Brionne
- kanton Conches-en-Ouche  ( deel 1/31 )
- kanton Le Neubourg  ( deel 6/44 )
- kanton Pont-Audemer